# بخش زرنه
بخش زرنه یکی از بخش‌های تابعه شهرستان ایوان در استان ایلام در غرب ایران است.

## تقسیمات کشوری
- دهستانهای بخش زرنه:
  - دهستان کلان
  - دهستان زرنه

نقاط شهری: زرنه

## جمعیت
بنابر سرشماری مرکز آمار ایران، جمعیت بخش زرنه شهرستان ایوان در سال ۱۳۸۵ برابر با ۹۹۵۹ نفر بوده است.